# Сундук (гора, Красноярский край)
Сунду́к (также Сундук-Камень или Ары-Тас) — уединённая скальная гора на севере Красноярского края России приблизительно в 70 километрах восточнее Норильска между озёрами Глубокое и Гудке. Максимальная высота составляет 857,2 метра. Растительность местами поднимается до отметки 500 м, а отдельные деревца (например ель сибирская) проникают на высоту более 700 м над уровнем моря. Гора имеет крутые обрывистые склоны и достаточно однородный по высоте хребет, ориентированный с запад-северо-запада на восток-юго-восток. Размеры горы у подножия примерно 7,5×3 км. Сундук, имеющий трапециевидную форму, эффектно выделяется на фоне окружающей равнины и в ясную погоду хорошо виден из Норильска.
На склонах Сундука берут начало несколько небольших речек, впадающих в Глубокое и Гудке. Иногда Сундук называют по названию соседнего озера — горой Гудке.